# 4755 Nicky
A 4755 Nicky (ideiglenes jelöléssel 1931 TE4) a Naprendszer kisbolygóövében található aszteroida. Clyde Tombaugh fedezte fel 1931. október 6-án.